# Col du Mollendruz
Der Col du Mollendruz ist ein Pass im Schweizer Kanton Waadt. Er verbindet die Orte l’Isle und Le Pont, die Passhöhe liegt auf 1180 m.

## Geschichte

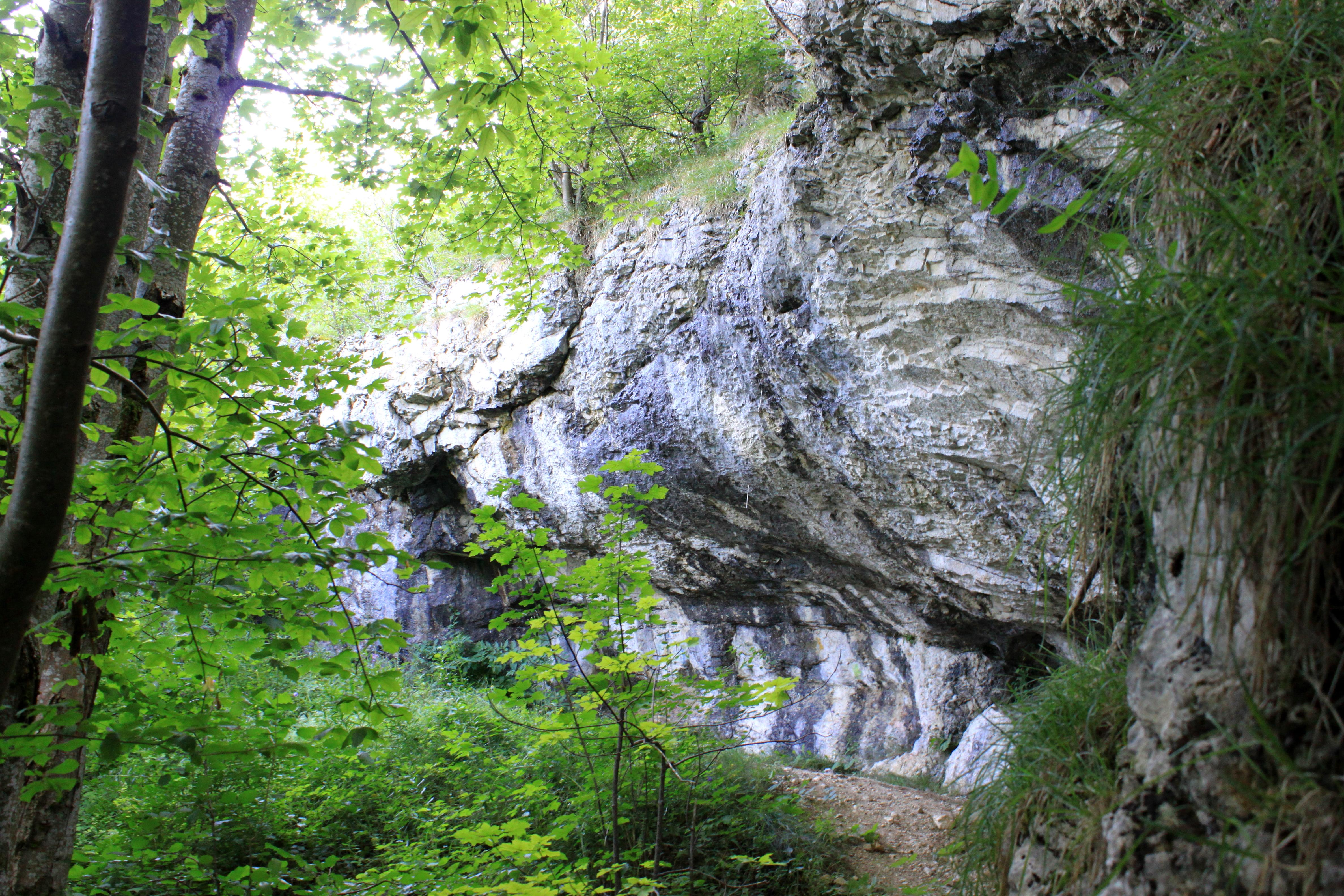
Abri Freymond – Molledruz

Beim Abri Freymond, einem Felsüberhang in Mont-la-Ville fanden sich Artefakte von der späten Altsteinzeit bis zur mittleren Jungsteinzeit.
Mit der Gründung der Abtei Lac de Joux Anfang des 12. Jahrhunderts wurde der Pass verstärkt genutzt, wenn auch Spuren von Ausbau- und Erhaltungsarbeiten erst für das Jahr 1432 erstmals belegt sind. Der Pass verband die Prämonstratenserabtei Lac de Joux (bis 1537) und das bereits um 450 entstandene Kloster Romainmôtier und ermöglichte beiden den Weinbau von La Côte. Romainmôtier blieb bis Ende des 10. Jahrhunderts im Besitz der burgundischen Königsfamilie, wechselte dann zu Cluny.
Die Güter des Priorats bildeten spätestens ab 1050 ein geschlossenes Territorium rund um das Kloster. Mitte des 15. Jahrhunderts gelangte es an Angehörige der Dynastie Savoyen oder aus deren Umfeld, die Zahl der Mönche halbierte sich bis zum 16. Jahrhundert auf zehn. Sommerliche Holz- und Viehwirtschaft betrieb ab dem 16. Jahrhundert Morges auf eigenen Gütern im Vallée de Joux.
1849 bis 1868 ersetzte eine befahrbare Straße den Pfad zum Pass, der 1871 bis 1877 um die Strecke vom Pass nach Mont-la-Ville verlängert wurde.

## Sperrstelle Col du Mollendruz
Auf dem Pass wurde kurz vor dem Zweiten Weltkrieg zur Sicherung der Schweizer Westgrenze eine Sperrstelle der Grenzbrigade 1  errichtet.
- Tankbüchsenstellung Mollendruz S, Sperre Col du Mollendruz VD	 ⊙
- Tankbüchsenstellung Mollendruz N, Sperre Col du Mollendruz VD	⊙

## Sport
Der Pass wurde von der Tour de France 1952 befahren. Im Jahr 2022 führte die 8. Etappe der 109. Austragung der Tour de France über den Col du Mollendruz. Die Bergwertung wurde jedoch nicht auf dem höchsten Punkt abgenommen, sondern bei dem Parkplatz Pétra Félix auf einer Höhe von 1144 Metern. Da die letzten zwei flacheren Kilometer auf den Col du Mollendruz nicht Teil der Bergwertung der 4. Kategorie waren, wies der Anstieg von der Gemeinde Le Pont auf einer Länge von 2,3 Kilometern eine durchschnittliche Steigung von 6,1 % auf.
| Jahr  | Etappe    | Kategorie    | Fahrer          |
| ----- | --------- | ------------ | --------------- |
| 2022* | 8. Etappe | 4. Kategorie | Mattia Cattaneo |

* Bergwertung auf beim Parkplatz Pétra Félix